# Pengwern

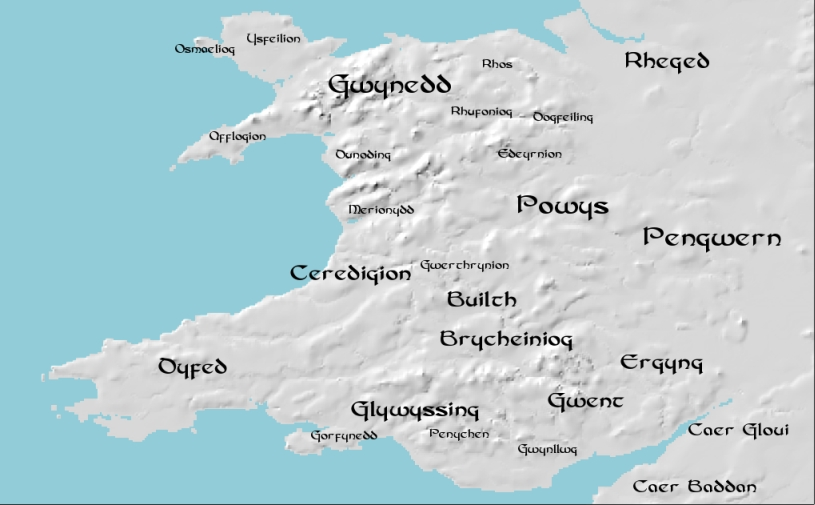
Galles nel V secolo

Con il nome di Pengwern si indica un regno medioevale delle Midlands Occidentali (Inghilterra). 

## Storia

### Epoca pre romana, romana e fondazione
Prima dell'invasione romana della Britannia, una tribù di lingua celtica chiamata Cornovii viveva in questa zona, probabilmente incentrata su un forte collinare proprio qui. Quando i Romani conquistarono questa regione, il forte collinare fu abbandonato e al suo posto fu fondata la civitas di Viroconium. Alla fine, le legioni romane, che fornivano sicurezza e protezione, se ne andarono e la città romana in rovina ereditò il governo della zona. Questa civitas sembra aver controllato le terre che un giorno sarebbero diventate sia Pengwern che Powys, ma queste province rurali, i pagus, sembrano essersi ribellate a questa civitas, portando, alla fine, a due importanti centri di potere nella regione: i re di Powys, a nord, e i restanti governanti di Viroconium a est. Entro l'anno 550 al più tardi, Viroconium fu abbandonata e il vecchio forte collinare sul Wrekin fu rioccupato, diventando la corte reale nota come Llys Pengwern. Tra i due regni ci furono vari scontri.

### I regni di Cyndrwyn e Cynddylan ap Cyndrwyn
Durante il regno di Cyndrwyn, il re di Powys Cynan Garwyn invase Pengwern ma alla fine i due si sarebbero alleati per difendere la città di Chester contro il regno inglese di Northumbria, con uno dei figli di Cyndrwyn ucciso mentre difendeva la città, insieme a Cynan Garwyn e suo figlio Selyf. Alla morte di Cyndrwyn diventò re suo figlio Cynddylan che decise di tradire il loro indebolito alleato e conquistò Powys. Cynddylan stava governando almeno dal 641,poiché allora accompagnò Penda, il re di Mercia, e lo aiutò a sconfiggere e uccidere il re Osvaldo di Northumbria alla battaglia di Maserfield, questa vittoria sarebbe stata solo temporanea e nel 655 il nord della Mercia fu occupato dalla Northumbria. Tra quest'anno e il 656, su sollecitazione della sorella Heledd, Cynddylan tradì l’indebolita Mercia e lanciò un attacco al monastero di Lichfield, sconfiggendo il figlio di Penda e saccheggiando l'insediamento. Nel 656 re Oswiu di Northumbria (fratello di Osvaldo) conquistò l'intera Mercia. Infastidito dalle trasgressioni di Pengwern  e senza dimenticare che nella battaglia di Maserfield l'armata di Cynddylan aveva ucciso suo fratello, Oswiu attaccò il regno di Pengwern portando a una battaglia sul fiume Tern, uccidendo Cynddylan e bruciando il palazzo reale di Llys Pengwern, massacrò l'intera famiglia reale (tranne Heledd che scappò) e cancellò tutti i documenti sul regno, eliminandolo dalla storia per secoli. Oswiu annesse anche le terre di Powys, poiché erano governate da Pengwern. Cynddylan fu sepolto a Basschurch, in una preesistente comunità religiosa gallese.

### La memoria e propaganda su Pengwern
Intorno al 755 il Powys si ribellò e riottenne l'indipendenza sotto re Eliseg che fece scrivere un elogio funebre a Cynddylan come propaganda per l'indipendenza del Powys, un colossale fossato fu costruito tra esso e la Mercia, formando un confine tra i due regni per un secolo, finché alla fine il Powys fu nuovamente invaso da entrambi i suoi vicini. Durante questo periodo, fu composta la seconda delle uniche tre menzioni sopravvissute di Pengwern, che richiama ai giorni in cui Cynddylan governava il paese con le sue grandi espansioni. E alla fine, nel XII secolo, Gerald del Galles registra erroneamente che Pengwern non era una paese che aveva conquistato Poyws ma il nome della sua vecchia capitale cambiando la capitale da Wrekin all'allora importante Shrewsbury, errore che fu accettato come fatto per centinaia di anni. Finché gli storici, con i pochi documenti che abbiamo, sono riusciti a ricostruire la vera locazione del regno di Pengwern.